# Christine Busta
Pour les articles homonymes, voir Busta.
Christine Busta , née à Vienne (Autriche) le 23 avril 1915 et morte dans la même ville le 3 décembre 1987, est une poétesse et autrice de livres pour enfants autrichienne.

## Œuvre

### Poésies
- Jahr um Jahr, 1950
- Der Regenbaum, 1951
- Lampe und Delphin, 1955
- Die Scheune der Vögel, 1958
- Das andere Schaf, 1959
- Phasen (Denen nichts Bleibendes blieb)
- Unterwegs zu älteren Feuern, 1965
- Biblische Kindheit (Damals bist du oft zu mir gekommen)
- Salzgärten, 1975
- Wenn du das Wappen der Liebe malst, 1981
- Inmitten aller Vergänglichkeit, 1985
- Der Himmel im Kastanienbaum, 1989 (éd. posthume par les soins de Franz Peter Künzel)
- Der Atem des Wortes, 1995 (éd. posthume par les soins d’Anton Gruber)
- Einsilbig ist die Sprache der Nacht (choix de poèmes avec CD), 2000 (éd. posthume par les soins d’Anton Gruber)
- Erfreuliche Bilanz, poèmes en dialecte (livre avec CD, lu par Christine Nöstlinger), 2013 (éd. posthume par les soins de Christine Tavernier)

### Livres pour enfants
- Die Sternenmühle, 1959
- Die Zauberin Frau Zappelzeh, 1979

### Prose
- Bethlehemitische Legende, 1954
- Der Regenengel (légendes), 1988

## Récompenses et distinctions
- 1954 : Prix Georg-Trakl
- 1960 : (international) « Honor List »[2], de l' IBBY, pour Die Sternenmühle
- 1964 : Prix de la Ville de Vienne de littérature
- 1969 : Grand Prix d'État autrichien
- 1975 : Prix Anton-Wildgans